# Agostino Gamba
Agostino Gamba (Torino, 4 luglio 1904 – Pozzuoli, 20 settembre 1988) è stato un arbitro di calcio, dirigente sportivo e calciatore italiano, di ruolo attaccante.

## Biografia
Si sposò nel 1927 con Luisa Cimmino, da cui ebbe due figli, Filippo e Michele.

## Carriera

### Calciatore
Esordì giovanissimo nella Juventus nel 1920. In seguito si trasferì a Pozzuoli, giocando nella Puteolana, di cui fu il capitano dal 1924 al 1926. Qui vinse il campionato di Terza Divisione e partecipò a quello di Prima Divisione. Giocò in seguito nella Casertana con un inframezzo nel Napoli dove non scese mai in campo in quanto chiuso da altri giocatori.

### Arbitro
Alla fine della carriera di calciatore, intraprese l'attività arbitrale nel 1929, iniziando dall'allora Terza Divisione.
Esordì in Serie B nel campionato 1933-1934, arbitrando alla 10ª giornata Modena-Vicenza 4-1 il 12 novembre 1933..
Esordì in Serie A nel campionato 1937-1938, arbitrando alla 26ª giornata Atalanta-Bari 0-0 il 27 marzo 1938, mentre l'ultima gara diretta fu Lucchese-Como 5-0 del 17 giugno 1951. In totale in massima serie diresse 79 incontri. Nel 1947 gli fu conferito il Premio Giovanni Mauro quale migliore arbitro della stagione.

Divenne internazionale arbitrando dal 1946 al 1951, periodo in cui diresse alcune gare eliminatorie della Coppa Rimet.

Fu messo a riposo nel luglio del 1951.

### Dirigente
Quand'era ancora nel pieno della sua attività arbitrale, nel 1944 divenne presidente del Comitato Calcio Flegreo, il 13 settembre 1945 Presidente della Lega Regionale Campana, il 2 ottobre 1948 fu eletto presidente dell'A.I.A.. Negli anni cinquanta fu consigliere nazionale della FIGC, vice Presidente della Lega Nazionale IV Serie, fu componente della C.A.N. e della C.A.F. fino al 1970 ed inoltre fu membro dell'esecutivo dell'U.E.F.A.. Nel 1973 gli fu conferito dalla F.I.G.C. il titolo di dirigente benemerito.

Nel 1962 fu presidente della Puteolana.